# بيير صامويل دو بونت
بيير صامويل دو بونت دي نمور (بالإنجليزية: Pierre Samuel du Pont de Nemours) (في الفترة من 14 ديسمبر 1739 حتى 7 أغسطس 1817) هو كاتب وعالم اقتصاد ومسؤول حكومي فرنسي. هاجر هو وولداه وعائلاتهم إلى الولايات المتحدة الأمريكية أثناء الثورة الفرنسية.
كان ابنه إلوتير إرينيه دو بونت مؤسس شركة دو بونت دي نمور كان كبير رائدي إحدى الأسر الأكثر نجاحًا وثراءً في الولايات المتحدة على مدار القرنين التاسع عشر والعشرين.

## النشأة والأسرة
ولد بيير دو بونت في 14 ديسمبر 1739 وهو ابن لصامويل دو بونت وآن ألكساندرين دي مونتشانين (Anne Alexandrine de Montchanin). وكان والده ساعاتيًا وبروتستانتيًا أو هوغونوتي فرنسيًا. وكانت والدته تنتمي إلى سلالة عائلة فقيرة بسيطة من نبلاء منطقة بورغندي.
تزوج دو بونت من نيكول ماري شارلوت لويز لو دي رينكور في 1766 وهي أيضًا تنتمي إلى عائلة بسيطة من النبلاء. ورُزق الزوجان بولدين عاشا حتى كبرا، بما فيهم إلوتير إرينيه دو بونت، مؤسس شركة دو بونت دي نمور في الولايات المتحدة الأمريكية.

## النظام الحاكم القديم
نتيجة لذكائه الفذ وطموحه العالي، انفصل بيير دو مونت عن والده الذي كان يرغب في أن يصبح بيير ساعاتيًا مثله. وأنشأ الشاب الصغير علاقات واسعة النطاق بمعارف في المحكمة الفرنسية. وحتى أصبح تحت وصاية الدكتور فرنسوا كيسناي (François Quesnay)، الطبيب الشخصي لعشيقة لويس الخامس عشر، مدام دو بومبادور. وكان كيناي زعيم فصيل يعرف باسم هو الاقتصاديون، وهم  مجموعة من الليبراليين العاملين في المحكمة كرسوا جهدهم لوضع إصلاحات اقتصادية وزراعية. وفي أوائل ستينيات القرن الثامن عشر لفتت كتابات دو بونت عن الاقتصاد الوطني انتباه المثقفين مثل فولتير وتيرجو. وقد كان لكتابه عن الفيزوقراطية الذي يدعو لخفض التعريفات الجمركية ودعم التجارة الحرة بين الأمم أثر كبير في آدم سميث من إنجلترا.
في عام 1768، خلف دو بونت نيكولاس بودو كرئيس تحرير لمجلة تقويم سلوكيات المواطن أو المسببات العلمية للعلوم الأخلاقية والسياسية. ونشر 'ملاحظات على الرق في المجلد السادس.
وفي عام 1774 دُعي من قبل الملك ستنيسو أغسطس بونياتوفسكي في الكومنولث البولندي الليتواني للمساعدة في هيكلة النظام التعليمي للبلاد. عُين في لجنة التربية الوطنية، وعمل بها عدة أشهر وساعده ذلك في مسيرته وعُين في الحكومة الفرنسية.
شغل منصب المفتش العام للتجارة في ظل حكم لويس السادس عشر. وساعد في التفاوض حول اتفاقية 1783، وفيها اعترفت بريطانيا العظمى رسميًا باستقلال الولايات المتحدة، وسوى خلالها شروط المعاهدة التجارية الموقعة بين فرنسا وإنجلترا في 1786.
وفي عام 1784، حصل على لقب نبيل (براءة تمليك) من الملك لويس السادس عشر (عملية تعرف باسم نبلاء الأدب).

## الثورة الفرنسية
مبدئيًا، أيد دو بونت الثورة الفرنسية وشغل منصب رئيس الجمعية التأسيسية الوطنية. وأضاف في هذا الوقت اسم نمور وهي مقاطعة جنوب باريس إلى اسمه ليميز نفسه عن أعضاء الجمعية الآخرين من نفس العائلة.
كان هو وابنه إلوتير إرينيه دو بونت بين أولئك الذين دافعوا بأجسادهم عن لويس السادس عشر وماري أنطوانيت ضد الغوغائيين الذين كانوا يحاصرون قصر تواليري في باريس أثناء التمرد في 10 أغسطس 1792. وأدان المقصلة أثناء عهد الإرهاب، وكان تنفيذ حكم الإعدام على دو بونت قيد الانتظار عند سقوط ماكسميليان روبسبير في أحداث ثيرميدور (27 يوليه 1794)، وأخلوا سبيله.
تزوج من فرانسواز روبين في 27 سبتمبر 1795. (وكانت روبين ابنة أنطوان روبين دي ليفت؛ وهو أرستقراطي فرنسي عاش في ليون وأرملة بيير بوافر، المسئولة الفرنسية المعروفة). وبعد السطو على منزله بواسطة الغوغائيين أثناء أحداث الانقلاب الخامس 18 (4 سبتمبر 1797)، هاجر هو وأولاده وعائلاتهم إلى الولايات المتحدة عام 1799.
كانوا يأملون (لكنهم فشلوا) في تكوين نموذج لمجتمع الفرنسيين المغتربين. في الولايات المتحدة الأمريكية، أنشأ دو بونت علاقات قوية في دوائر الصناعة والحكومة، لا سيما مع توماس جفرسون.[بحاجة لمصدر] وشارك في المساعي الدبلوماسية غير الرسمية بين الولايات المتحدة وفرنسا أثناء عهد نابليون الأول. وكان صاحب الفكرة التي انتهت إلى شراء لويزيانا، كوسيلة لتجنب نزول القوات الفرنسية في نيو أورلينز، لويزيانا، حتى لا يشتعل صراع مسلح مع قوات الولايات المتحدة.[بحاجة لمصدر] وفي النهاية، استقر في الولايات المتحدة بصفة دائمة؛ ومات هناك في عام 1817.
أسس ابنه إلوتير إرينيه مصنع بارود معتمدًا على خبرته في فرنسا ككيميائي. وأصبحت واحدة من أكبر الشركات الأمريكية وأكثرها نجاحًا: شركو دو بونت دي نمور.

## كتابات أخرى
- du Pont, Pierre S. (1942). Genealogy of the Du Pont Family 1739–1942. Wilmington: Hambleton Printing & Publishing.
- Dutton, William S. (1942). Du Pont, One Hundred and Fifty Years. New York: Charles Scribner's Sons.

## وصلات خارجية
- بيير صامويل دو بونت على موقع الموسوعة البريطانية (الإنجليزية)
- DuPont Company DuPont Heritage